# Michel Denis (historien)
Pour les articles homonymes, voir Denis et Michel Denis.
Michel Denis, né le 2 février 1931 à Rennes et mort le 29 septembre 2007 dans la même ville, est un historien français, spécialiste du monde conservateur de l’Ouest aristocratique et clérical. Il est président de l’université Rennes 2 entre 1976 et 1980.

## Biographie

### Famille et formation
Michel Denis est né dans le quartier de Quineleu, il est issu d'un milieu modeste. Son père était cheminot et sa mère agent d'entretien. 
Il va d'abord à l'école primaire. Il passe son enfance entre Rennes et Saint-Péran près de Paimpont durant la Seconde Guerre mondiale.
Il est ensuite dirigé vers le Primaire supérieur, puis est réorienté vers l'Enseignement secondaire. Il fréquente le lycée de Rennes. Il y obtient son baccalauréat en 1949 avec la mention très bien. Il est couronné au Concours général pour le thème en latin.
Il entre en Classes préparatoires littéraires où il a Henri Fréville comme professeur d'histoire. Ce dernier, futur maire de Rennes, lui communique la passion de l'histoire. Il effectue ensuite toutes ses études d’histoire à la Faculté des Lettres de Rennes. Il y côtoie Noël Blayau, Jean Mounier, et bien d’autres. Responsable étudiant, il devient président de l' Association générale des étudiants rennais. Il voyage via les congrès d'étudiants. Il va même jusqu'à Erevan, alors en URSS.
En 1953, il obtint son diplôme d'études supérieures d'histoire avec la mention « très bien ». Il obtint son agrégation d'histoire en 1955.

### Carrière et engagement politique
Il commença sa carrière d'enseignant au Lycée de Laval, puis à partir de 1959 au lycée de Rennes.
En 1961, il devint assistant d'histoire moderne et contemporaine à la faculté des lettres de l'université de Rennes, où il travailla avec Pierre Goubert et Jean Delumeau.
Il obtient son doctorat de 3e cycle en 1965, avec L'Église et la République en Mayenne, 1896-1906.
En 1966, il devient maître-assistant titulaire d'histoire contemporaine. En mai 68, il participe aux manifestations en tant que représentant du SNESup. 
En 1976, il soutint sa thèse de doctorat d'État et devint professeur titulaire d'histoire contemporaine. La même année (26 janvier), il est élu Président de l’Université de Rennes II. Sa présidence est marquée par son engagement politique. Président de l'université Rennes II, il s'engage contre la politique universitaire du gouvernement. Le 14 décembre 1979, il fait se tenir le conseil d'administration de l'université devant les grilles fermées du rectorat, sous la pluie. Pour protester contre la politique de la Ministre des universités, Alice Saunier-Seité, il démissionne de sa présidence début juillet 1980 et publie une tribune dans Le Monde où il écrit : « Non, je ne restaurerai pas le mandarinat ».
En 1981, il préside le comité de soutien de Rennes à François Mitterrand. À la fin de cette année-là, il est appelé par Alain Savary à participer à la commission dite « Jeantet » qui prépare la Loi d'orientation de l'enseignement supérieur votée au printemps 1983.
En 1991, il devient enseignant puis directeur des études à l'Institut d'études politiques de Rennes.
De 1978 à 1982, il est président du Conseil culturel de Bretagne ; de 1985 à 1988, président du Conseil national des langues et cultures régionales ; de 1990 à 1992, président de l'Institut régional du Patrimoine.

## Publications
- « Grandeur et décadence d'une forêt. Paimpont du XVIe au XIXe siècle », Annales de Bretagne, vol. 64, no 3, 1957, p. 257-273.
- 1789 : les Français ont la parole., en collaboration avec Pierre Goubert, coll. Archives, Julliard, 1964.
- L'Église et la République en Mayenne, 1896-1906. Institut de Recherches historiques de Rennes, Klincksieck, 1967 (publication de sa thèse de 3e cycle).
- Mouvement breton et fascisme. Signification de l'échec du second Emsav, Actes du colloque Régions et régionalisme en France du XVIIIe siècle à nos jours, PUF, 1977,
- Les royalistes de la Mayenne et le monde moderne (XIXe-XXe siècle),  Paris, Klincksieck, 1977 (publication de sa thèse de doctorat d'État).
- Rennes, berceau de la liberté. Révolution et démocratie : une ville d'avant-garde., Ouest-France, 1989.
- L’affaire Dreyfus et l’opinion publique en France et à l’étranger. avec Michel Lagrée et Jean-Yves Veillard (dir.). 1995.
- L’Ouest et le politique, Mélanges offerts à Michel Denis. Michel Lagrée et Jacqueline Sainclivier (s. dir.). Sodis, 1997
- « L'identité bretonne, identité modèle pour le XXIe siècle ? », in Alain Croix (dir.). Bretagne 2100. Identité et avenir, Presses Universitaires de Rennes, Rennes, 2001, p.11-23.
- La Bretagne des blancs et des bleus, 1815-1880. Ouest-France, 2003. Avec la collaboration de Claude Geslin
- Histoire de Rennes. Apogée et Presses Universitaires de Rennes, Rennes, 2006, 296 p. Avec la collaboration de Gautier Aubert, Alain Croix et Jean-Yves Veillard.
- Histoire d'un siècle - Bretagne 1901-2001, L'émancipation d'un monde, collectif: Michel Denis, Claude Geslin, Patrick Gourlay, Ronan Le Coadic, J.-J. Monnier, Morlaix, Skol-Vreizh, 2010.

## Hommages
- L'amphithéâtre A3 du Campus de Villejean porte son nom.
- Une salle de l'IEP de Rennes porte aussi son nom.
- Un tour de logement étudiants portant son nom est inaugurée en 2017[7].